# Daniel Lorer

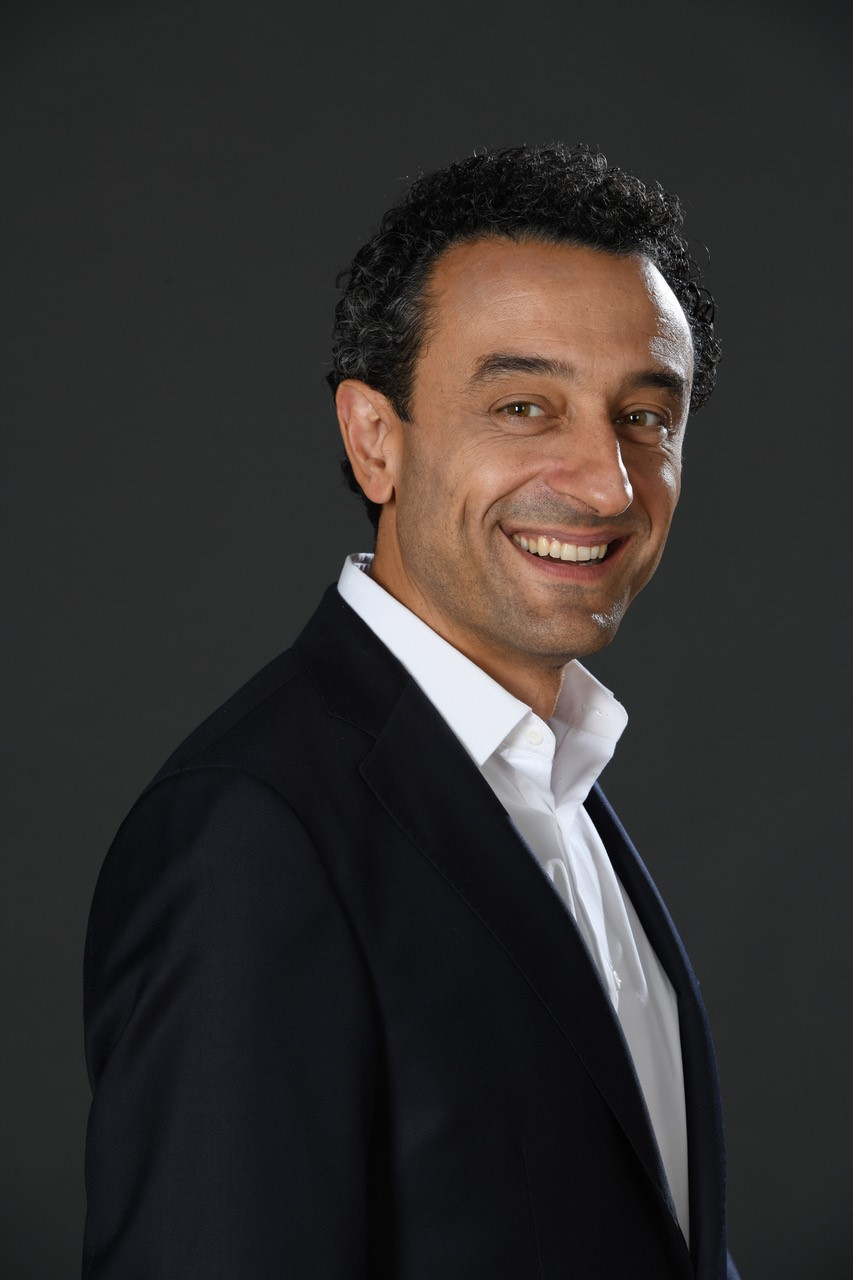
Daniel Lorer, 2021

Daniel Maksim Lorer (bulgarisch Даниел Максим Лорер, englisch Daniel Maxim Lorer; * 28. Mai 1976 in Sofia, Bulgarien) ist ein bulgarischer Entrepreneur und Politiker der Wir setzen den Wandel fort (PP), aus deren Liste er im 47., 48. und 49. Narodno Sabranie als Abgeordneter gewählt wurde. In der Regierung Petkow war er zwischen 13. Dezember 2021 und 2. August 2022 Minister für Innovation und wirtschaftliches Wachstum. Darüber hinaus war er als langjähriges Mitglied im Vorsitz der Organisation der Juden in Bulgarien.

## Leben und Ausbildung
Daniel Lorer wurde am 28. Mai 1976 in der bulgarischen Hauptstadt Sofia geboren. Die Biochemikerin Cheni Lorer ist seine Großmutter. Seine Mutter ist Mikroelektronikerin und Europameisterin im Bridge, sein Vater ist Mathematiker, Dozent an der Universität Sofia und Unternehmer. Lorer schloss das 1. englischsprachige Gymnasium in Sofia ab, bevor er den Abschluss in Informatik und Betriebswirtschaft der Universität Tel Aviv erlangte.
1999 gründete Lorer in Paris sein erstes Start-up-Unternehmen FranceBusinessPlus, das anschließend erfolgreich verkauft wurde. Danach arbeitete er als IT-Experte bei dem israelischen High-Tech-Unternehmen Mercury Interactive, das 2006 von Hewlett-Packard aufgekauft wurde. Nach dem Verkauf wurde Daniel Lorer einer der Gründer von Optiim, einem Hightech-Unternehmen für Softwarelösungen mit Sitz in Istanbul, das 2016 an die österreichische Holdinggesellschaft New Frontier Group verkauft wurde.
Lorer ist Mitbegründer und geschäftsführender Gesellschafter von BrightCap Ventures, einem Risikofonds für Technologieunternehmen. Er ist für die Bewertung neuer Unternehmen und die Überwachung der Umsetzung ihrer Geschäftspläne zuständig. Weiter lehrt er am Zentrum für angewandte Forschung und Innovation in den Biowissenschaften und am Zentrum für Wirtschaftsstrategien und Wettbewerbsfähigkeit der Universität Sofia, welches an das Institute of Competitiveness der Harvard Business School angegliedert ist.
Im Jahr 2013 wurde er zum Professor für Wirtschaftswissenschaften an der Universität Sofia ernannt. Daniel Lorer war Berater von Roman Wassilew, Minister für E-Government in der Interimsregierung von Marin Rajkow. Im Jahr 2021 war Lorer Berater im Kabinett des Wirtschaftsministers Kiril Petkow und ab dem 12. Mai 2021 Vorsitzender der Transparenzkommission im Wirtschaftsministerium in der ersten Interimsregierung von Stefan Janew.
Nachdem Marija Gabriel den Posten der europäischen Kommissarin für „Forschung, Innovation, Bildung, Kultur und Jugend“ im Züge der Parlamentswahlen 2023 aufgab, nominierte die bulgarische Regierung Daniel Lorer neben Iliana Iwanowa als bulgarische EU-Kommissarin. Letztendlich schlug die Kommissionspräsidentin Ursula von der Leyen Ende Juni 2023 Iwanova als Nachfolgerin von Marija Gabriel als EU-Kommissarin der Kommission von der Leyen I vor.
Er spricht Englisch, Ivrit, Französisch, Russisch und etwas Deutsch.